# Abu-Alí al-Hàssan ibn Alí ibn Jàfar al-Ijli
Abu-Alí al-Hàssan ibn Alí ibn Jàfar al-Ijli (persa: ابو علی حسن بن علی بن جعفر بن ماکولا) més conegut com a al-Hàssan ibn Alí ibn Makula (976/977-1031) fou un visir buwàyhida.
Va ser nomenat visir del buwàyhida Jalal-ad-Dawla en substitució del seu cosí Abd-al-Wàhid ibn Makula, quan aquest fou destituït i empresonat el 1025. El 1030 se li va donar el comandament d'una flota de 1300 vaixells que va baixar pel riu Tigris intentant ocupar Bàssora, però l'expedició fou un desastre i va acabar en una derrota completa. Abu-Alí al-Hàssan fou fet presoner, encara que al cap de poc fou alliberat.
Va morir l'any següent a Ahwaz en un conflicte familiar.